# بلدرچین‌های کوتوله
گونه‌های این سرده در سراسر جنوب صحرای آفریقا، آسیای گرمسیری و استرالیا پراکنده هستند. دو گونه از چهار گونه در این سرده در اصل در سردۀ Excalfactoria، یک گونه در سردۀ بلدرچین برفی و یک گونه در سردۀ بلدرچین‌های نمادین طبقه‌بندی شدند. چندین مطالعه تبارشناختی نشان داد که این گونه‌ها همه باهم در یک سردۀ جداگانه گروه‌بندی می‌شوند که توسط کنگره بین المللی پرنده‌شناسی در سال 2021 دنبال شد.
| گونه‌ها                                 | گونه‌ها | گونه‌ها                                                                      |
| نام‌های رایج و دو جمله‌ای                | تصویر  | دامنه                                                                       |
| -------------------------------------- | ------ | --------------------------------------------------------------------------- |
| بلدرچین قهوه‌ای Synoicus ypsilophorus   |        | سرزمین اصلی استرالیا ، تاسمانی و پاپوآ گینه نو ؛ به نیوزلند و فیجی معرفی شد |
| بلدرچین کوهی برفی Synoicus monorthonyx |        | کوه های برفی و ستاره، پاپوآ غربی ( اندونزی ) و پاپوآ گینه نو                |
| بلدرچین شاه Synoicus chinensis         |        | هند و سریلانکا از شرق به تایوان ، از جنوب به شرق استرالیا                   |
| بلدرچین آبی Synoicus adansonii         |        | جنوب صحرای آفریقا ، از زامبیا از شمال تا اتیوپی و از غرب تا سیرالئون        |

- مشارکت‌کنندگان ویکی‌پدیا. «Synoicus». در دانشنامهٔ ویکی‌پدیای انگلیسی، بازبینی‌شده در ۸ آبان ۱۴۰۰.